# 존 카버 (축구인)
존 윌리엄 카버(John William Carver, 1965년 1월 16일 ~ )는 잉글랜드의 전 축구 선수이자 현 축구 감독이다.